# (25259) Lucarnold
(25259) Lucarnold est un astéroïde de la ceinture principale.

## Description
(25259) Lucarnold est un astéroïde de la ceinture principale. Il fut découvert le 11 novembre 1998 à Caussols par le programme ODAS. Il présente une orbite caractérisée par un demi-grand axe de 2,96 UA, une excentricité de 0,04 et une inclinaison de 0,7° par rapport à l'écliptique.

## Compléments